# 眭固
眭 固（すい こ、? - 建安4年（199年））は、中国後漢時代末期の武将。字は白兎。「けいこ」と読まれることもある。幽州右北平郡無終県の人。

## 正史の事跡
眭固は当初黒山軍（黒山賊）の部将（頭目）であった。初平2年（191年）に于毒・白繞と共に10余万の軍勢で魏郡を攻略、東郡太守の王肱を撃ち破った。しかし、翌年に曹操率いる討伐軍に敗北した。
後に、河内郡を根拠とする張楊に仕えた。建安3年（198年）11月、呂布を支援していた張楊を、眭固の同僚であった楊醜が謀反して殺害し、曹操に味方しようとした。眭固は楊醜を殺害して主君の仇を討った。その後、張楊の元の長史薛洪や河内太守の繆尚らの支持を獲得し、張楊の後継者として擁立された。この事からも、眭固がそれなりに人望厚く、指導者としての素質に富んだ人物だったことが窺える。
翌4年（199年）春、眭固は薛洪と繆尚に射犬聚（河内郡野王県）を守らせ、自らは北進して袁紹に合流、その救援を受けようとした。しかし眭固は途中の犬城において、史渙・曹仁・于禁・楽進・徐晃ら曹操軍の攻撃を受け戦死した。その残軍は曹操軍に取り込まれる事となり、射犬の薛洪・繆尚も曹操軍の董昭の説得を受けて降伏した。
なお、『三国志』魏書張楊伝注に引く『典略』によれば、巫女が眭固の字である白兎と根拠地の射犬の名称について、犬と兎の関係から相性が悪く凶兆である、と警告したという。しかし眭固はこれを無視し結局戦死した、としている。
小説『三国志演義』でも登場する。しかし直接の描写は無く、呂布を包囲していた曹操の下に、上記の張楊・楊醜暗殺事情が伝えられ、曹操が眭固の討伐を命じるのみである。